# We Like to Party (bài hát của Vengaboys)
"We Like to Party! (The Vengabus)" là một bài hát của nhóm nhạc Eurodance Hà Lan Vengaboys nằm trong album phòng thu đầu tay của họ, Up & Down - The Party Album (1998). Nó được phát hành như là đĩa đơn thứ tư trích từ album vào ngày 9 tháng 11 năm 1998 bởi Breakin' Records. Bài hát sau đó cũng xuất hiện trong phiên bản tái phát hành của album, The Party Album (1999). Đây là một bản Eurodance và dance-pop được viết lời và sản xuất bởi bộ đôi Danski & DJ Delmundo, cộng tác viên quen thuộc xuyên suốt sự nghiệp của nhóm.
Sau khi phát hành, "We Like to Party! (The Vengabus)" đa phần nhận được những phản ứng tích cực từ các nhà phê bình âm nhạc, trong đó họ đánh giá cao giai điệu bắt tai và thân thiện với những câu lạc bộ của nó. Bài hát cũng gặt hái những thành công vượt trội về mặt thương mại, đứng đầu bảng xếp hạng ở Bỉ (Flanders) và lọt vào top 10 ở nhiều thị trường lớn, bao gồm vươn đến top 5 ở Úc, Đức, Ireland, Hà Lan, Thụy Sĩ và Vương quốc Anh. Tại Hoa Kỳ, "We Like to Party! (The Vengabus)" đạt vị trí thứ 26 trên bảng xếp hạng Billboard Hot 100, trở thành đĩa đơn có thứ hạng cao nhất của nhóm tại đây.
Một video ca nhạc cho "We Like to Party! (The Vengabus)" đã được phát hành, trong đó những thành viên của Vengaboys đi đến nhiều địa điểm khác nhau ở Piera và Gavà thuộc thành phố Barcelona, và mời mọi người tham gia vào bữa tiệc của họ trên một chiếc xe bus, trước khi kết thúc hành trình tại một câu lạc bộ ở La Barceloneta, Barcelona. Để quảng bá bài hát, nhóm đã trình diễn nó trên nhiều chương trình truyền hình như Top of the Pops và CD:UK. Ngoài ra, "We Like to Party! (The Vengabus)" cũng xuất hiện trong nhiều album tổng hợp và phối lại của họ, bao gồm The Remix Album (2000), Greatest Hits (2009) và Xmas Party Album (2014).

## Danh sách bài hát
| Đĩa CD #1 tại Anh quốc 1. "We Like to Party! (The Vengabus)" (More Airplay Mix) - 5:49 2. "We Like to Party! (The Vengabus)" (Klubbheads Remix) - 6:05 3. "We Like to Party! (The Vengabus)" (Tin Tin Out Remix) - 6:30 Đĩa CD #2 tại Anh quốc 1. "We Like to Party! (The Vengabus)" (Airplay Mix) - 3:42 2. "We Like to Party! (The Vengabus)" (Jason Nevins Remix) - 6:58 3. "Up and Down" (BCM Radio) - 3:28 | Đĩa CD tại Hoa Kỳ 1. "We Like to Party! (The Vengabus)" - 3:42 2. "We Like to Party! (The Vengabus)" (Klubbheads Mix) - 6:05 3. "We Like to Party! (The Vengabus)" (BCM RMX) - 4:03 4. "We Like to Party! (The Vengabus)" (More Airplay) - 5:49 5. "We Like to Party! (The Vengabus)" (Full Schwingg) - 4:36 6. "We Like to Party! (The Vengabus)" (DJ Disco Mix) - 4:31 7. "We Like to Party! (The Vengabus)" (Baunz Mix) - 4:45 8. "We Like to Party! (The Vengabus)" (BCM XXL) - 6:21 |

## Xếp hạng
| Bảng xếp hạng (1998-99)             | Vị trí cao nhất |
| ----------------------------------- | --------------- |
| Úc (ARIA)                           | 2               |
| Áo (Ö3 Austria Top 40)              | 6               |
| Bỉ (Ultratop 50 Flanders)           | 1               |
| Bỉ (Ultratop 50 Wallonia)           | 10              |
| Canada (RPM)                        | 10              |
| Canada Dance/Urban (RPM)            | 1               |
| Châu Âu (Eurochart Hot 100 Singles) | 10              |
| Pháp (SNEP)                         | 18              |
| Đức (Official German Charts)        | 6               |
| Ireland (IRMA)                      | 3               |
| Ý (FIMI)                            | 6               |
| Hà Lan (Dutch Top 40)               | 2               |
| Hà Lan (Single Top 100)             | 2               |
| New Zealand (Recorded Music NZ)     | 9               |
| Scotland (OCC)                      | 2               |
| Thụy Điển (Sverigetopplistan)       | 56              |
| Thụy Sĩ (Schweizer Hitparade)       | 4               |
| Anh Quốc (OCC)                      | 3               |
| Hoa Kỳ Billboard Hot 100            | 26              |
| Hoa Kỳ Dance Club Songs (Billboard) | 5               |
| Hoa Kỳ Pop Airplay (Billboard)      | 23              |
| Hoa Kỳ Rhythmic (Billboard)         | 19              |

| Bảng xếp hạng (1998)                 | Vị trí |
| ------------------------------------ | ------ |
| Belgium (Ultratop 50 Flanders)       | 8      |
| Belgium (Ultratop 40 Wallonia)       | 98     |
| Europe (European Hot 100 Singles)    | 65     |
| Germany (Official German Charts)     | 58     |
| Italy (Hit Parade)                   | 35     |
| Netherlands (Dutch Top 40)           | 5      |
| Netherlands (Single Top 100)         | 11     |
| Bảng xếp hạng (1999)                 | Vị trí |
| Australia (ARIA)                     | 17     |
| Belgium (Ultratop Wallonia)          | 83     |
| Canada (RPM)                         | 69     |
| Canada Dance/Urban (RPM)             | 3      |
| Europe (European Hot 100 Singles)    | 53     |
| UK Singles (Official Charts Company) | 29     |

| Bảng xếp hạng (1990–99)    | Vị trí |
| -------------------------- | ------ |
| Netherlands (Dutch Top 40) | 26     |

## Chứng nhận
| Quốc gia                                                                           | Chứng nhận | Số đơn vị/doanh số chứng nhận |
| ---------------------------------------------------------------------------------- | ---------- | ----------------------------- |
| Úc (ARIA)                                                                          | Bạch kim   | 70.000^                       |
| Bỉ (BEA)                                                                           | Bạch kim   | 50.000*                       |
| Hà Lan (NVPI)                                                                      | Bạch kim   | 75.000^                       |
| New Zealand (RMNZ)                                                                 | Vàng       | 7.500*                        |
| Anh Quốc (BPI)                                                                     | Vàng       | 400.000^                      |
| * Chứng nhận dựa theo doanh số tiêu thụ. ^ Chứng nhận dựa theo doanh số nhập hàng. |            |                               |